# Renault 6
El  Renault 6  és un automòbil de turisme produït pel fabricant francès Renault entre el 1968 i 1986. Va ser presentat en el Saló de l'Automòbil de París de 1968. Amb aquest model es pretenia cobrir el segment en què competia el Citroën Ami, partint de la plataforma del Renault 4 (amb el qual compartia la majoria de les solucions tècniques).

## Història
El disseny del Renault 6 estava basat en el del Renault 16, presentat el 1965, el qual era innovador en el concepte de versatilitat, permetent diversos usos gràcies al disseny de la seva carrosseria i dels seients, podent convertir-se en un eventual vehicle per transportar mercaderies petites. El seient del darrere del Renault 6 podia ser plegat cap endavant, deixant lliure una plataforma molt àmplia i completament llisa, amb unes dimensions d'1,02 x 1,08 metres, oferint així un ampli espai de càrrega amb 900 dm3.

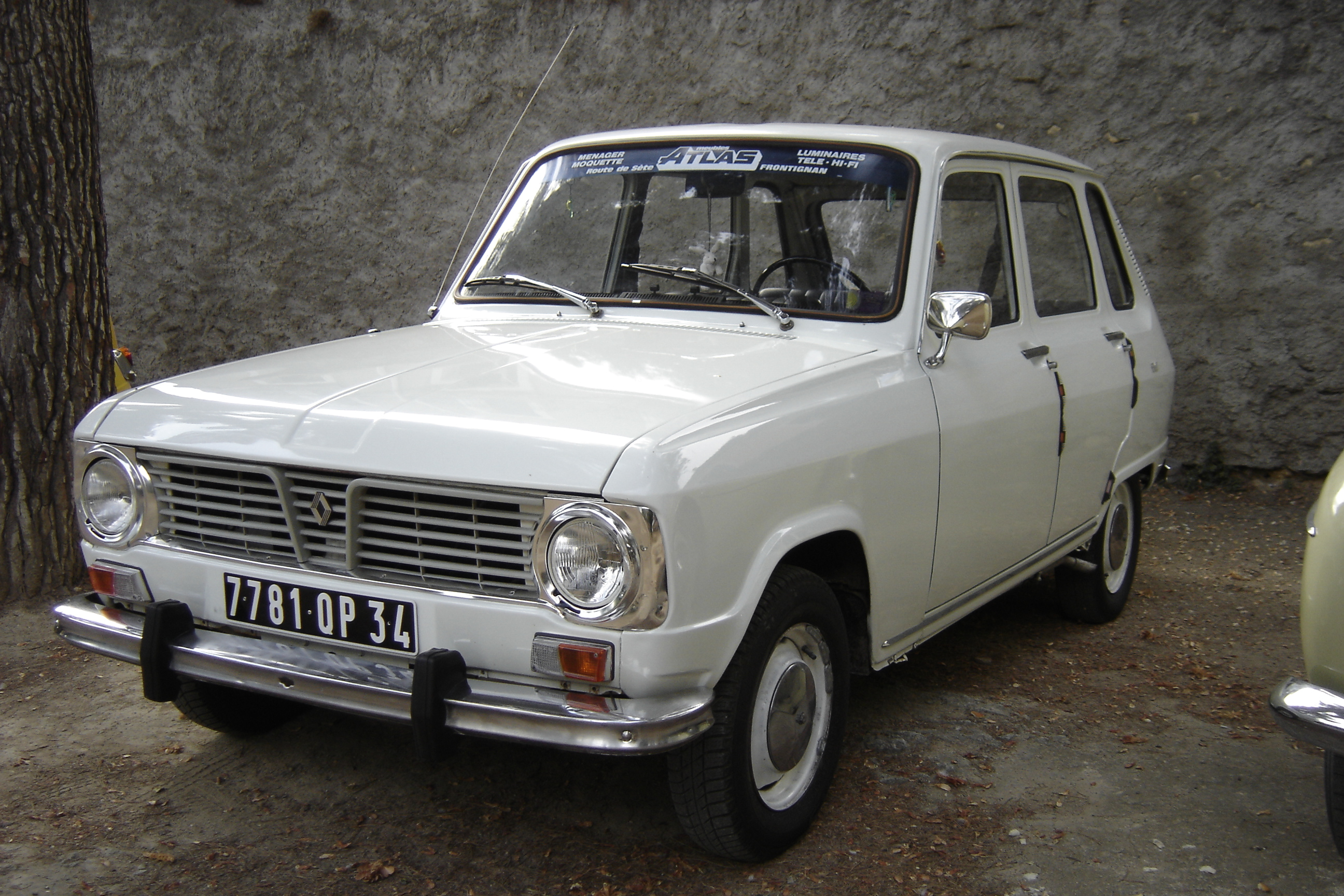
Primera sèrie del Renault 6 (1968 - 1974).

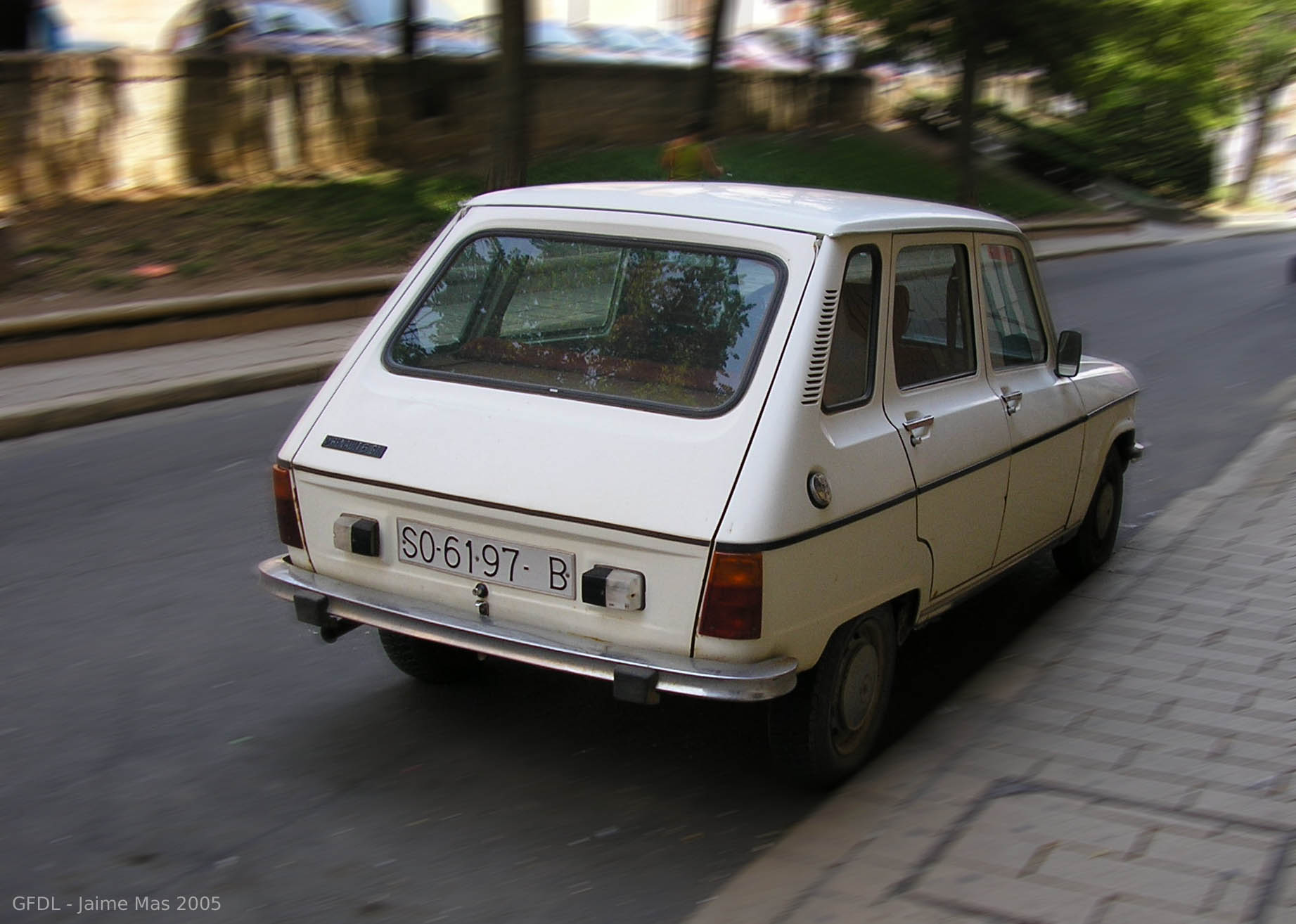
Renault 6 GTL (vista posterior).

Durant els seus primers anys de producció, el Renault 6 feia servir un motor de 845 cc igual al del Renault 4, la qual cosa no era gaire adequat, ja que la potència era insuficient per impulsar el vehicle. No obstant això, el 1970 va ser presentada una versió amb un motor de 1.108 cc, ja utilitzat abans en el Renault 8, que va suposar un notable avanç per al model. A més incorporava una nova caixa de canvis i un sistema de refrigeració, així com frens de disc en l'eix davanter. A Espanya es va muntar, però, el motor de 956 cc del Renault 8 espanyol, a causa del sistema impositiu que gravava els vehicles amb motors de més de 1.040 cc.
Més tard va ser incorporat un ventilador elèctric, la qual cosa va permetre el trasllat del radiador al costat de la calandra davantera, a la qual es va aplicar una reixeta addicional en l'allotjament que s'havia fet servir en el model anterior per col·locar la matrícula davantera. Aquest canvi va millorar substancialment la refrigeració del motor.
L'estructura va ser basada en un xassís compartit amb el Renault 4, així com el sistema de suspensió amb barres de torsió (el qual proporcionava els avantatges d'una utilització «tot camí»). La carrosseria, igual que la del Renault 4, anava cargolada al xassís.
La reestilització de 1974 va incloure uns fars davanters rectangulars i canvis en la calandra, para-xocs, intermitents davanters (sent col·locats al para-xocs), i llums posteriors.
El Renault 6 TL va ser un model que es va realitzar dins del programa de posada al dia del Renault 6, la seva principal característica va ser l'augment de cilindrada de 1037 cc en adaptar el motor que muntaven els Renault 5 GTL. Aquest nou motor li conferia major suavitat de marxa i una reducció del consum que aleshores començava a ser tinguda en compte pels compradors. En el capítol del confort l'aparició dels cristalls tintats i la substitució del volant per un amb quatre braços li donaven un toc de posada al dia, d'acord amb les necessitats que el mercat exigia.
El Renault 6 va deixar de fabricar a França el 1980, però la seva producció va seguir a l'Argentina, Colòmbia, i Espanya durant alguns anys més.

## El Renault 6 a l'Argentina
El 1969 IKA-Renault va decidir començar la fabricació d'aquest model a l'Argentina. El 1979 apareix l'única reestilització d'importància, la versió GTL, abandonant les aletes a les portes davanteres i defenses en els para-xocs i adoptant els fars quadrats en comptes dels rodons. Així mateix, es va reemplaçar el motor de 1.100 cc per un de 1.400 cc, similar al del Renault 12. El Renault 6 es va fabricar a l'Argentina fins a gener de 1984. En total, es van fabricar 80.869 unitats a la planta de Santa Isabel, Còrdova.

## El Renault 6 a Espanya
El 1969, FASA Renault va iniciar la producció del Renault 6 a Espanya. El Renault 6 adaptat al mercat espanyol, al contrari que la versió francesa (que disposava d'un motor Ventoux, el mateix del Renault Dauphine), va rebre el motor Serra de 956 cc, la mateixa motorització utilitzada en el Renault 8, però adaptada a la tracció davantera del Renault 6.
En 1981 va ser posada a la venda a Espanya una nova versió del Renault 6, que va ser denominada  Renault 6 GTL . La característica més important d'aquesta versió va ser el muntatge d'un motor amb 1108 cc de cilindrada.
Finalment, el Renault 6 va deixar de fabricar a Espanya el 1986, després d'haver-se construït 328.000 unitats després de divuit anys de producció.

## El Renault 6 a Colòmbia
Un any després d'iniciar operacions amb el Renault 4 en Colòmbia, Sofasa - Renault va presentar el 1971 el Renault 6, un automòbil encaminat a una clientela més rigorosa, que buscava un automòbil pràctic, elegant i amb una bona mecànica. El primer model corresponia al Renault 6 francès, quant a la seva estètica i motor (comptava amb un motor de 1108 cc). Igual que la versió francesa, tenia la innovació de posseir frens de disc davanters, sent així el primer automòbil acoblat al país amb aquest mecanisme. Des del seu llançament, el R6 va ser molt popular i va rebre una gran acollida per part del consumidor colombià.
El 1976, el model sofreix un canvi tant exterior com interior, ja que el tradicional motor 1108 és canviat per un de 1300 cc, donant-li així més potència, a més del canvi exterior, obeint així al canvi d'imatge del R6 a nivell mundial. Els fanals rodons són reemplaçats per uns de quadrats, una gran graella fa la seva aparició en la part davantera i enrere els stops són més grans i s'incorporen unes petites llums de revers. El Renault 6 havia de competir fins a aquest moment amb el Simca 1000 i el Dodge 1500, els Fiat 128 i 125, i també amb els seus germans el Renault 4 i el robust Renault 12.
Per 1982, el Renault 6 va ser retocat en certs aspectes exteriors, per estar a to amb la competència. Es va oferir un nou volant, nova cojinería i noves gammes de colors mantenint-se així fins a 1984. Es van fabricar 42.500 unitats, 2.000 d'aquestes van ser taxis, convertint-se així en un altre símbol de la indústria automotriu colombiana.